# 655 (numero)
Seicentocinquantacinque è il numero naturale dopo il 654 e prima del 656.

## Proprietà matematiche
- È un numero dispari.
- È un numero composto, con i seguenti 4 divisori: 1, 3, 131, 669. Poiché la somma dei suoi divisori (escluso il numero stesso) è 135 < 655, è un numero difettivo.
- È un numero semiprimo.
- È un numero fortunato.
- È un numero felice.
- È un numero congruente.
- È un numero malvagio.

## Astronomia
- 655 Briseïs è un asteroide della fascia principale del sistema solare.
- NGC 655 è una galassia lenticolare della costellazione della Balena.

## Astronautica
- Cosmos 655 è un satellite artificiale russo.